# Крістіан Савала
Крістіан Савала (ісп. Cristián Zavala; нар. 3 серпня 1999, Пуенте-Альто) — чилійський футболіст, захисник чилійського клубу «Коло-Коло» та національної збірної Чилі. Виступав також за низку чилійських клубів.

## Клубна кар'єра
Крістіан Савала народився 1999 року в місті Пуенте-Альто. Розпочав займатися футболом у юнацькій команді клубу «Коло-Коло», пізніше займався в юнацьких командах клубів «Депортес Магальянес» та «Кокімбо Унідо». У професійному футболі дебютував 2018 року виступами за команду «Кокімбо Унідо», в якій грав до кінця 2019 року, після чого керівництво клубу відправило футболіста в оренду до клубу «Фернандес Віаль». У 2021 році Савала грав у складі команди «Депортес Меліпілья».
У 2022 році Крістіан Савала став гравцем клубу «Коло-Коло», проте наступного року футболіста відправили в оренду до клубу «Куріко Унідо». У 2024 році Савала повернувся до «Коло-Коло», та став гравцем основного складу клубу.

## Виступи за збірну
У 2021 році Крістіан Савала дебютував у складі національної збірної Чилі. У складі збірної був учасником розіграшу Кубка Америки 2024 року у США, хоча на самому турнірі на поле не виходив. Станом на кінець жовтня 2024 року зіграв у складі національної збірної 3 матчі, в яких забитими м'ячами не відзначився.

## Титули і досягнення
- Чемпіон Чилі (2):

«Коло-Коло»: 2022, 2024
- Володар Суперкубка Чилі (2):

«Коло-Коло»: 2022, 2024